# Ława przysięgłych (powieść)
Ława przysięgłych (The Runaway Jury) – sądowy thriller amerykańskiego pisarza Johna Grishama. Oparta jest na autentycznym wydarzeniu – słynnym procesie sądowym lat 90. dotyczącym odszkodowania za palenie tytoniu. Powieść w 2003 roku zekranizowano, zmieniając temat rozprawy sądowej na odszkodowanie za używanie broni palnej.